# Lövő
Lövő (1905-ig Német-Lövő, horvátul: Livir) község Győr-Moson-Sopron vármegyében, a Soproni járásban.

## Fekvése
Az Vas–Soproni-síkság és a Kisalföld határán fekszik, Soprontól 27 kilométerre délkeletre, Fertőszentmiklóstól 14 kilométerre délnyugatra.
Északnyugati szomszédja Sopronkövesd, de észak és kelet felől is e településhez tartozó külterületek határolják; a további szomszédos települések: dél felől Nemeskér, délnyugat felől Egyházasfalu, nyugat felől pedig Völcsej. Északkelet felől a legközelebbi település Röjtökmuzsaj, de közigazgatási területeik nem érintkeznek.

### Megközelítése
A település közúton könnyen megközelíthető, mert áthalad a központján, nagyjából dél-északi irányban a 84-es főút; Fertőszentmiklóssal és Kőszeggel pedig az előbbit nagyjából merőlegesen keresztező 8627-es út kapcsolja össze.
A hazai vasútvonalak közül a települést a Sopron–Szombathely-vasútvonal érinti, melynek egy megállási pontja van itt; Lövő vasútállomás a község északi szélén helyezkedik el, közúti elérését a 8627-es útból kiágazó 86 313-as számú mellékút teszi lehetővé.

## Története

### Kezdetek
Időszámításunk kezdete előtt 34 évvel rómaiak vetették meg a lábukat a mai Dunántúl területén, melyet ők a régi lakosságról Pannóniának neveztek el. Az utak mentén a rómaiak őrállomásokat helyeztek el. Ilyen őrállomásuk volt a rómaiaknak Lövőn is. (Ezen őrállomás a "Várhely" nevet kapta a későbbiekben.) Bizonyíték van arra, hogy, ha előbb nem is, de i. sz. 105-141 között, Antoninus Pius római császár uralkodása idején már voltak rómaiak Lövőn. A Római Birodalom bukása után egész Pannónia "népek országútja" lett. 568-tól a Dunántúlt avarok népesítették be.
Nagy Károly 5 évi kemény harc során (788-793) a Tiszáig terjesztette ki a birodalma határait. Ekkor az avarok mellett szláv törzsek éltek Nyugat-Magyarország területein.
A honfoglalás idején is találkozhatunk a falu említésével: 950-ben a német krónikások "ad Lova" (magyarul: Lövő mellett) melletti csatákat említenek.
Szent István idején Lövő határvédő szerepe megmaradt. Lövő lehetett az őrök állandó szállása, a magaslaton fekvő Fel-Lövőn pedig az őrállomásuk, ahonnét az utakat figyelhették.
A tatárjárás a falu történetében hatalmas fordulópont volt. Óriási pusztítást okoztak a tatárok, a falu lakossága elmenekült. Lövő, mint őrállomás ezután megszűnik.
IV. Béla a tatárjárást követően bajor telepesekkel töltötte fel a térséget. Ekkor Lövőt Schützennek nevezték, míg más források alapján a neve Geshiess is lehetett. A határnak egy részét ma is "Gurund"-nak nevezik, a német Grund szóból adódóan.
A következő emlékünk 1317-ből való. Károly Róbert oklevelet ad ki Lövő kiváltságainak (hegyvám-mentesség, dézsmajog) igazolására.

### Földesurai
Lövő a 14. századtól földesúri fennhatóság alá került; ismert földesurai az alábbiak voltak:
1. Baksafi Ábrahám (…-1317-ig)
2. Héderváry Dezső (1317-1327)
3. Héderváry Sándor (1327-1389?)
4. Kanizsai László (1387-1434)
5. Kanizsai Miklós (1434-1472)
6. Kanizsai György (1472-1508)
7. Kanizsai László (1508-?)
8. Kanizsai Ferenc (?-1532)
9. Nádasdy Tamás (1536-1562)
10. Nádasdy Ferenc (1562-1620)
11. Nádasdy Pál (1620-1633)
12. Nádasdy II.Ferenc (1633-1671)
13. A királyi kincstár volt Lövő földesúri jogának a birtoklója a Wesselényi-féle összeesküvés után. (1671-1677)
Ezután bérbe került a terület amelynek a következő zálogos urai voltak:
14. Gróf Draskovich Miklós (1677-1678)
15. Széchenyi György, prímás (1678-1695)
16. Széchenyi György, uraság (1695-1732)
17. Széchenyi Zsigmond (1732-1738)
A fennmaradó időben családi perek miatt nem tisztázott Lövő földesurának személye.
18. Széchenyi László (1741-1760)
19. Széchenyi Antal (1760-1767)
A fennmaradó időben gróf Forgách János, Széchenyi Antal sógora igazgatta a birtokot.
20. Széchenyi Ferenc (1774-1814)
21. Széchenyi Pál (1814-1864)
22. Széchenyi Kálmán (1864-1871)
23. Kisfaludy Sándor volt az utolsó lövői földesúr, de a lakosok megvették a jogokat tőle 1871 táján.

### Más események
- 1454-1514 között Lövő mezővárosi rangra emelkedett, azelőtt "posessio", azaz falu volt. Lövő régi pecsétje is a 15. századra vall. A pecséten található írás a következő: S.(igillum) Commune oppidi Leoveo. Azaz: Lövő mezőváros közönséges pecsétje.
- 1532-ben a vonuló török sereg hatalmas pusztítást okozott a faluban.
- A 17. század közepén a törököt kiűző katonák okoztak hatalmas pusztítást Lövőn.
- 1664-ből, illetve 1683-ból egy-egy nagy tűzvészről vannak feljegyzések.
- Lövőnek a Rákóczi-szabadságharc idejéből is van emléke:
  - 1705: Lövő és Völcsej között a kurucok vereséget mértek a német erőkre.
  - 1711: A háborúk állandó kísérője, a pestis nem kímélte Lövőt sem. Az itteni áldozatok száma kb. 100 főre volt tehető, miközben a lakosságszám ekkor 400 körül alakult.
- 1848: Lövőt horvátok támadták meg. A lövői katonák a környék falvainak férfi lakosaival egyetemben alkották a soproni nemzetőrség 2. zászlóaljának 14. századát.
- A Bach-korszaknak két nagy eredménye is volt Lövőn:
  - 1851. április 1-jén a postahivatal működésbe lépett.
  - Zsandárállomás megszervezése is történt Lövőn.
- 1865. szeptember 20.: A "Déli vasut" megindulása. Lövő a Sopron–Kanizsa útvonalon mint állomás szerepelt. A vasút jelentős gazdasági növekedést hozott a falunak.
- 1873: A legnagyobb tűzvész Lövő történelme során.
- 1914-1918: az első világháborúban 250 lövői katona vett részt, akik közül 70-en nem tértek haza, közülük 55 ember biztosan elhunyt a háborúban.
- 1924: Dr. Horváth Ferenc megalapította a helyi "késgyárat".

## Elnevezései
A település neve 1905-ig Német-Lövő volt. Horvátul két neve ismert: a kópházi horvátok Livirnek, a fertőhomoki horvátok Livernek hívták a települést. A nevek eltérése a két településen beszélt horvát nyelvjárások hanglejtésében keresendő. A kópházi horvátok ča nyelvjárást beszélnek, amely a horvát tengermelléken és Isztrián használatos. Ebben a nyelvjárásban az ún. ikavski, az í-ző hanglejtés dominál. Fertőhomokon kaj nyelvjárást beszélnek, ez leginkább a szlovén nyelvhez és annak keleti dialektusaihoz áll közel, s az e magánhangzó a domináns hang.

## Közélete

### Polgármesterei
| Terminus  | Név           | Jelölő szervezet | Megjegyzés                             |
| --------- | ------------- | ---------------- | -------------------------------------- |
| 1990–1994 | Galavits Jenő | független        |                                        |
| 1994–1998 | Galavits Jenő | független        |                                        |
| 1998–2002 | Galavits Jenő | független        |                                        |
| 2002–2006 | Balics János  | független        |                                        |
| 2006–2010 | Balics János  | független        |                                        |
| 2010–2014 | Balics János  | független        |                                        |
| 2014–2019 | Hollósi Gábor | független        |                                        |
| 2019–2023 | Hollósi Gábor | független        | a képviselő-testület feloszlatta magát |
| 2023–2024 | Hollósi Gábor | független        | Időközi választás 2023. január 8.      |
| 2024–     | Hollósi Gábor | független        |                                        |

## Népesség
A település népességének változása:
| Lakosok száma | 1427 | 1404 | 1403 | 1445 | 1385 | 1417 | 1379 |
|               | 2013 | 2014 | 2015 | 2021 | 2022 | 2023 | 2024 |

A 2011-es népszámlálás során a lakosok 92,1%-a magyarnak, 0,6% horvátnak, 2,9% németnek, 0,5% románnak mondta magát (7,4% nem nyilatkozott; a kettős identitások miatt a végösszeg nagyobb lehet 100%-nál). A vallási megoszlás a következő volt: római katolikus 74,6%, református 2,5%, evangélikus 1,9%, görögkatolikus 0,1%, felekezeten kívüli 5,5% (14,8% nem nyilatkozott).
2022-ben a lakosság 93,2%-a vallotta magát magyarnak, 2,2% németnek, 0,5% horvátnak, 0,4% cigánynak, 0,4% románnak, 0,1-0,1% lengyelnek, ukránnak és szlováknak, 1,4% egyéb, nem hazai nemzetiségűnek (6,4% nem nyilatkozott; a kettős identitások miatt a végösszeg nagyobb lehet 100%-nál). Vallásuk szerint 54,8% volt római katolikus, 2,7% evangélikus, 2,2% református, 0,1% görög katolikus, 1,6% egyéb keresztény, 0,6% egyéb katolikus, 5,6% felekezeten kívüli (32,3% nem válaszolt).

## Képgaléria

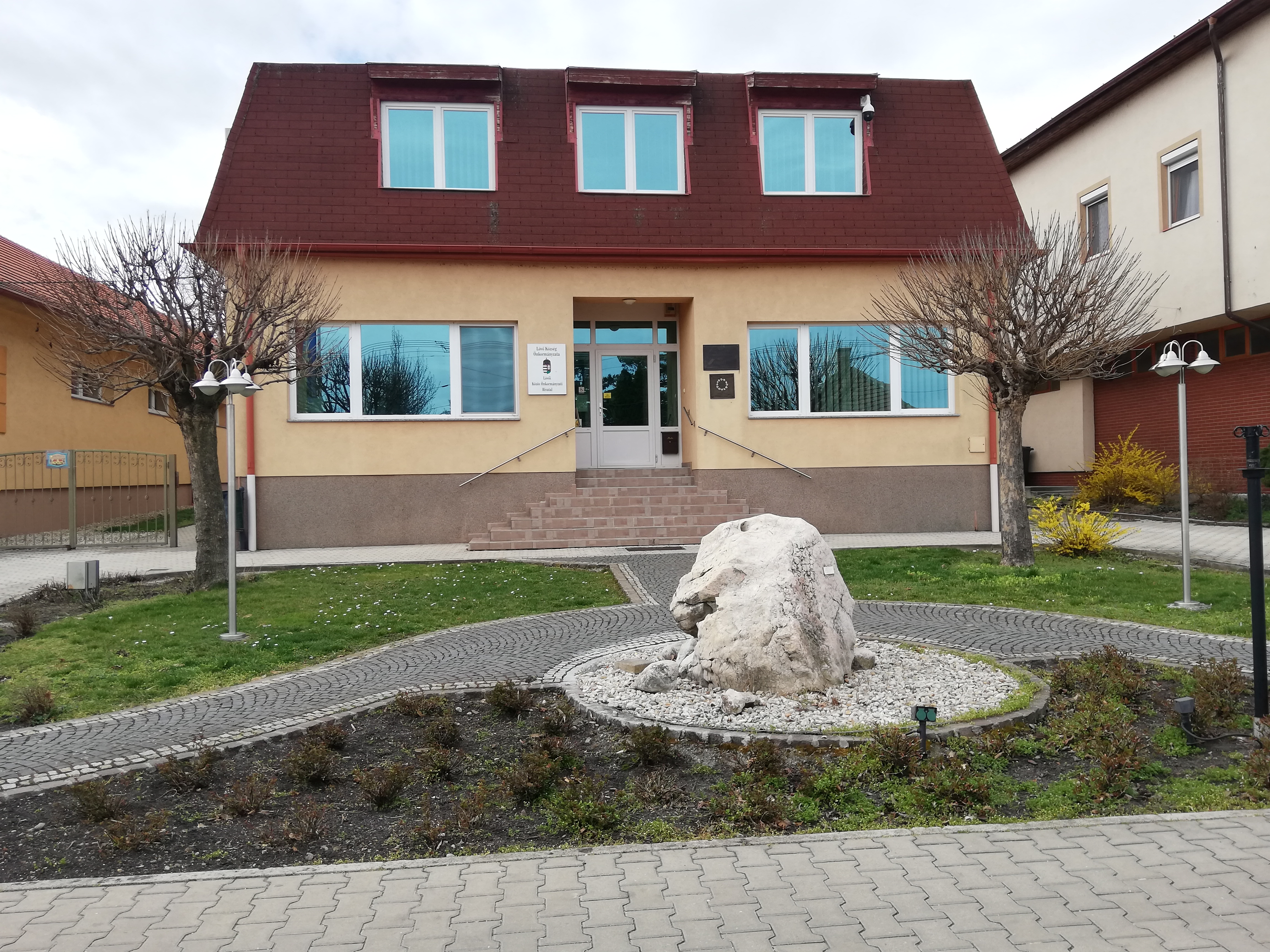
Községháza
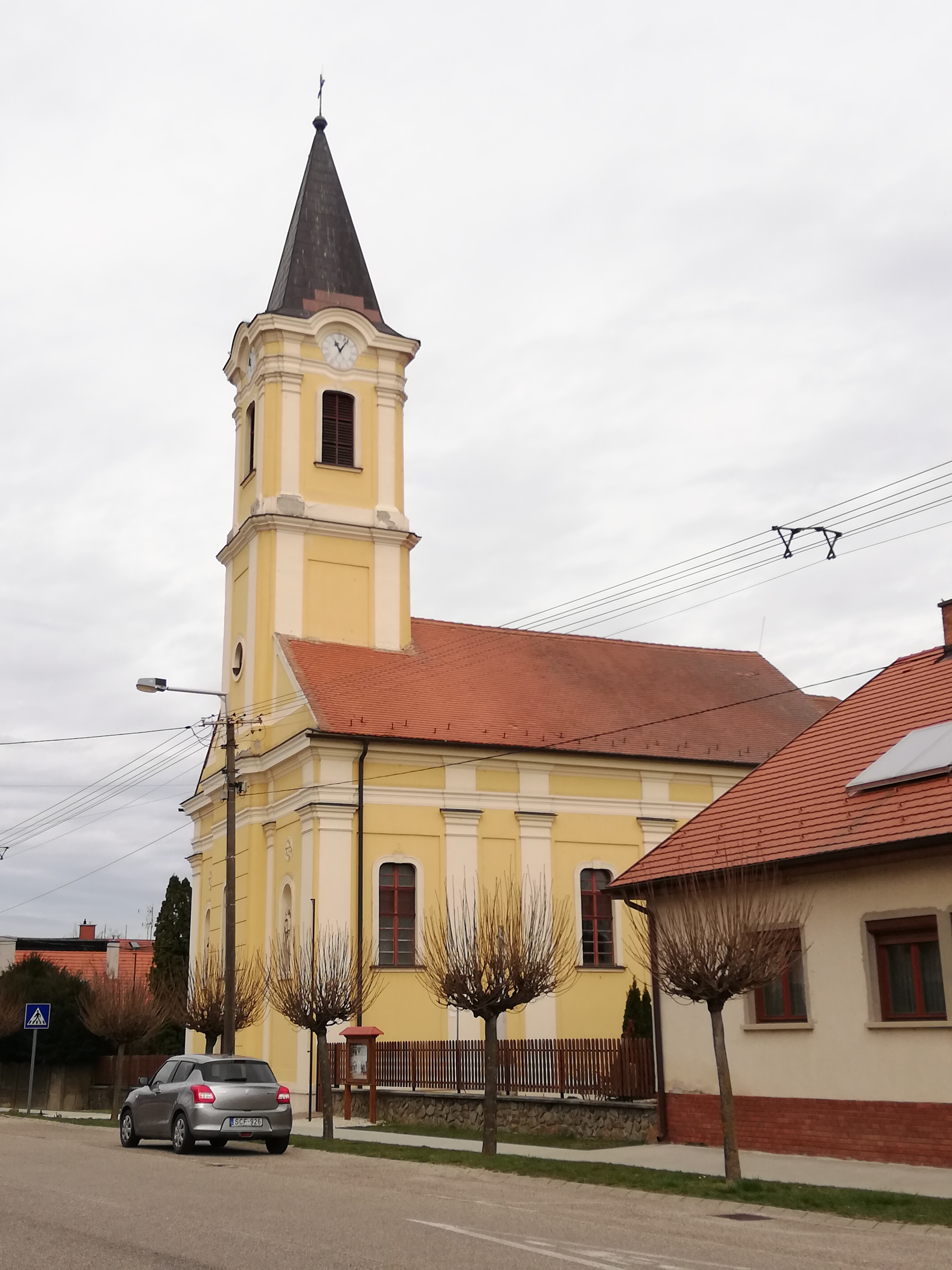
Katolikus templom
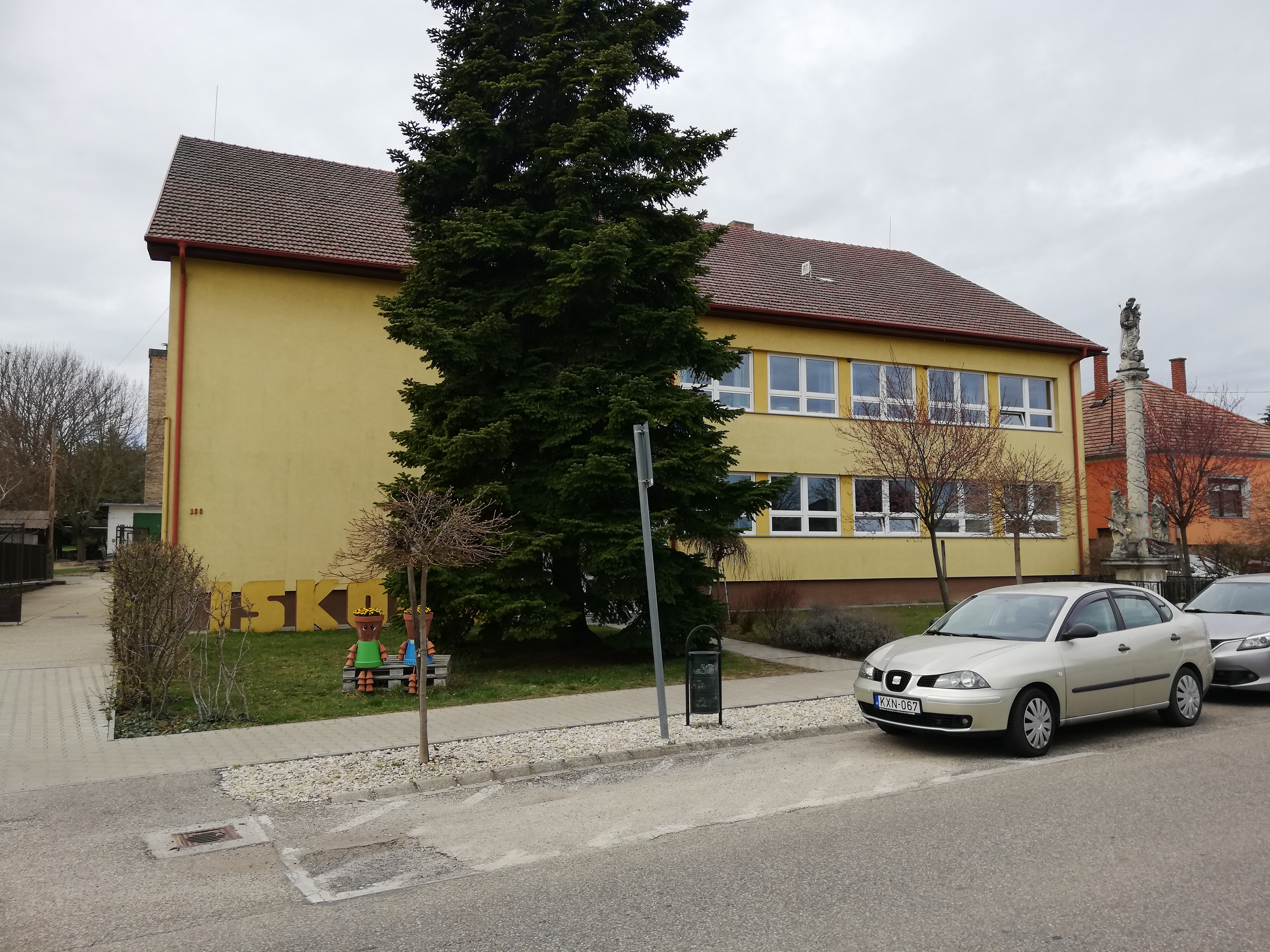
Iskola
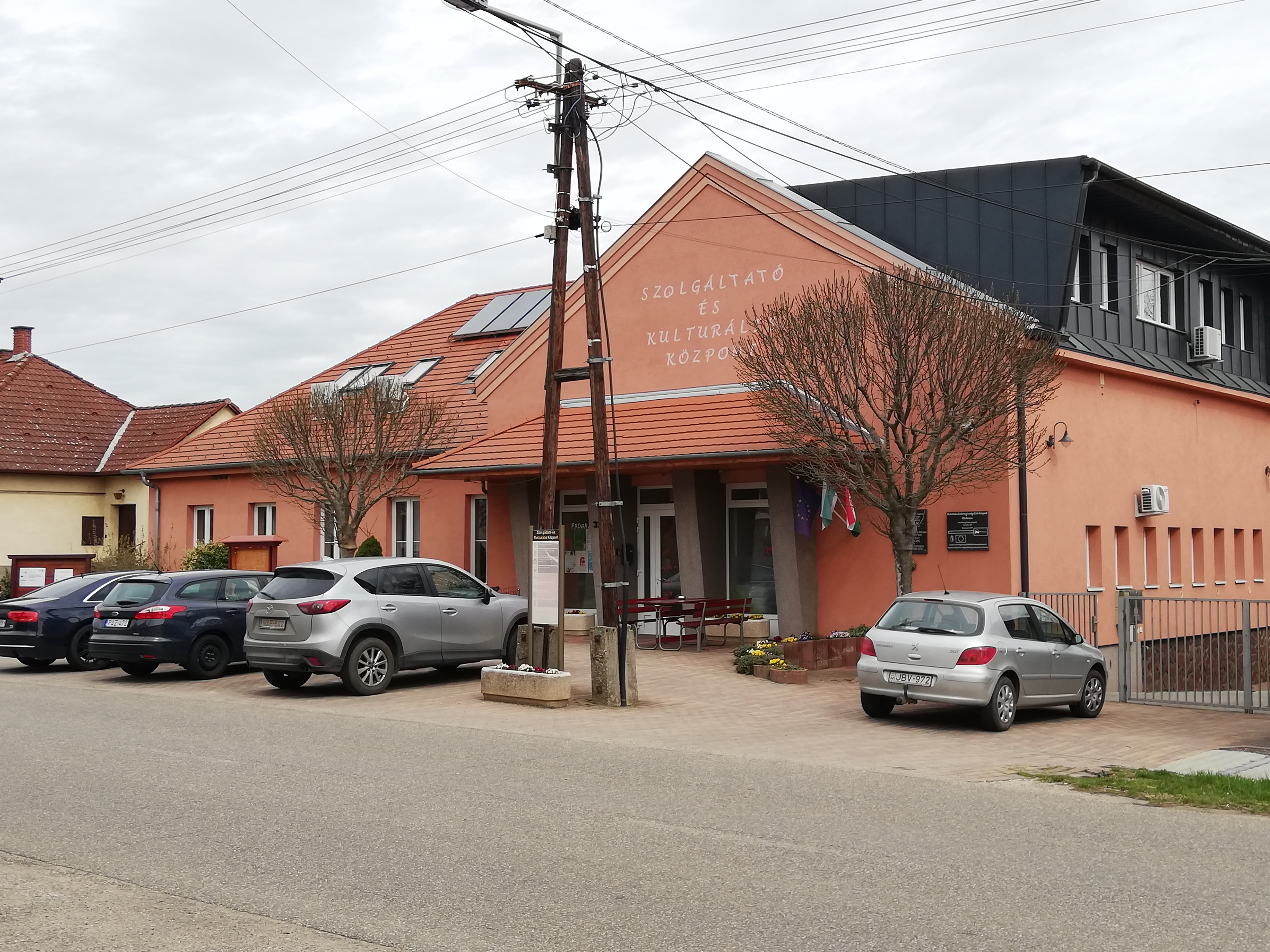
Kultúrház
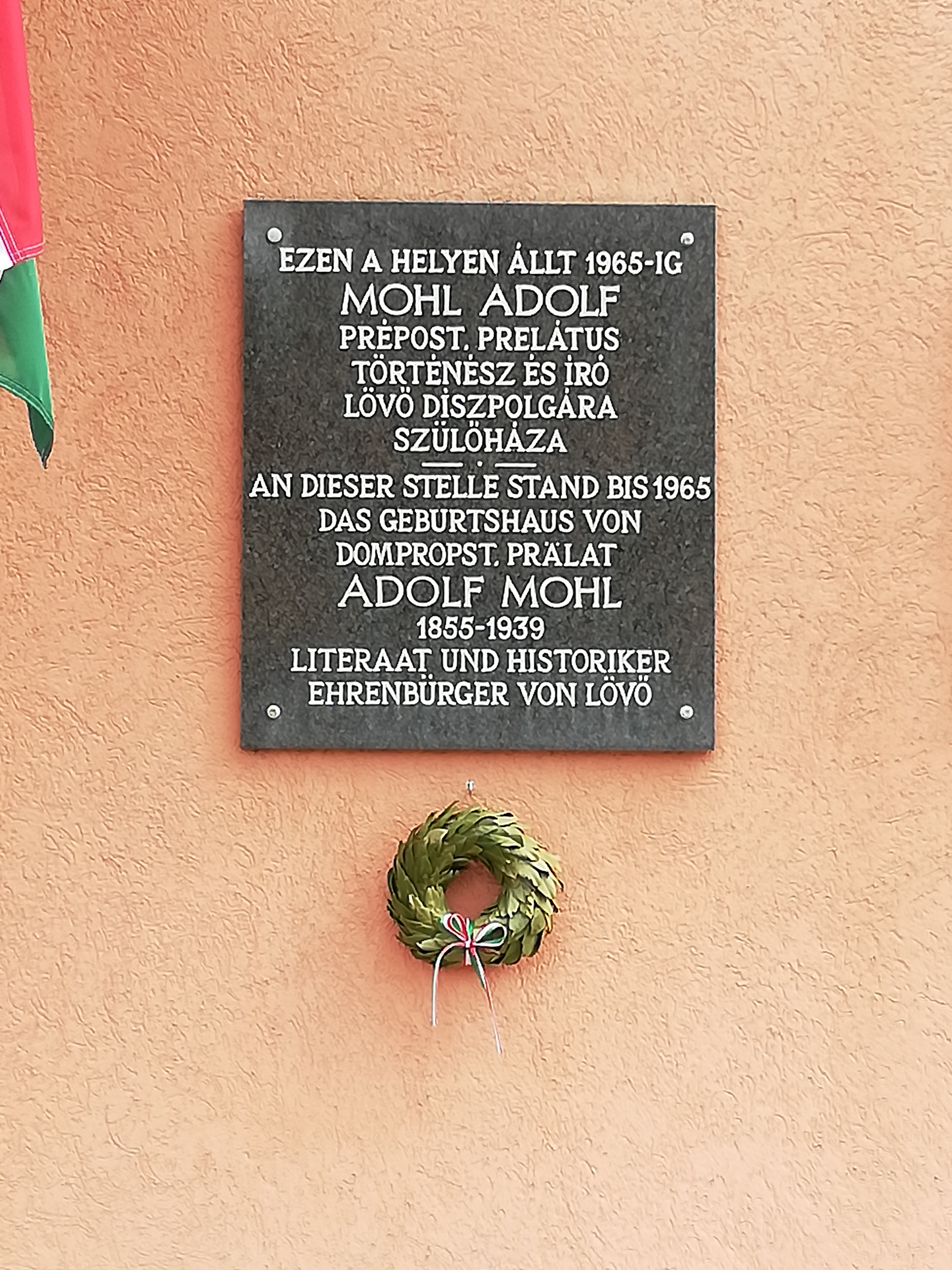
Mohl Adolf emléktáblája
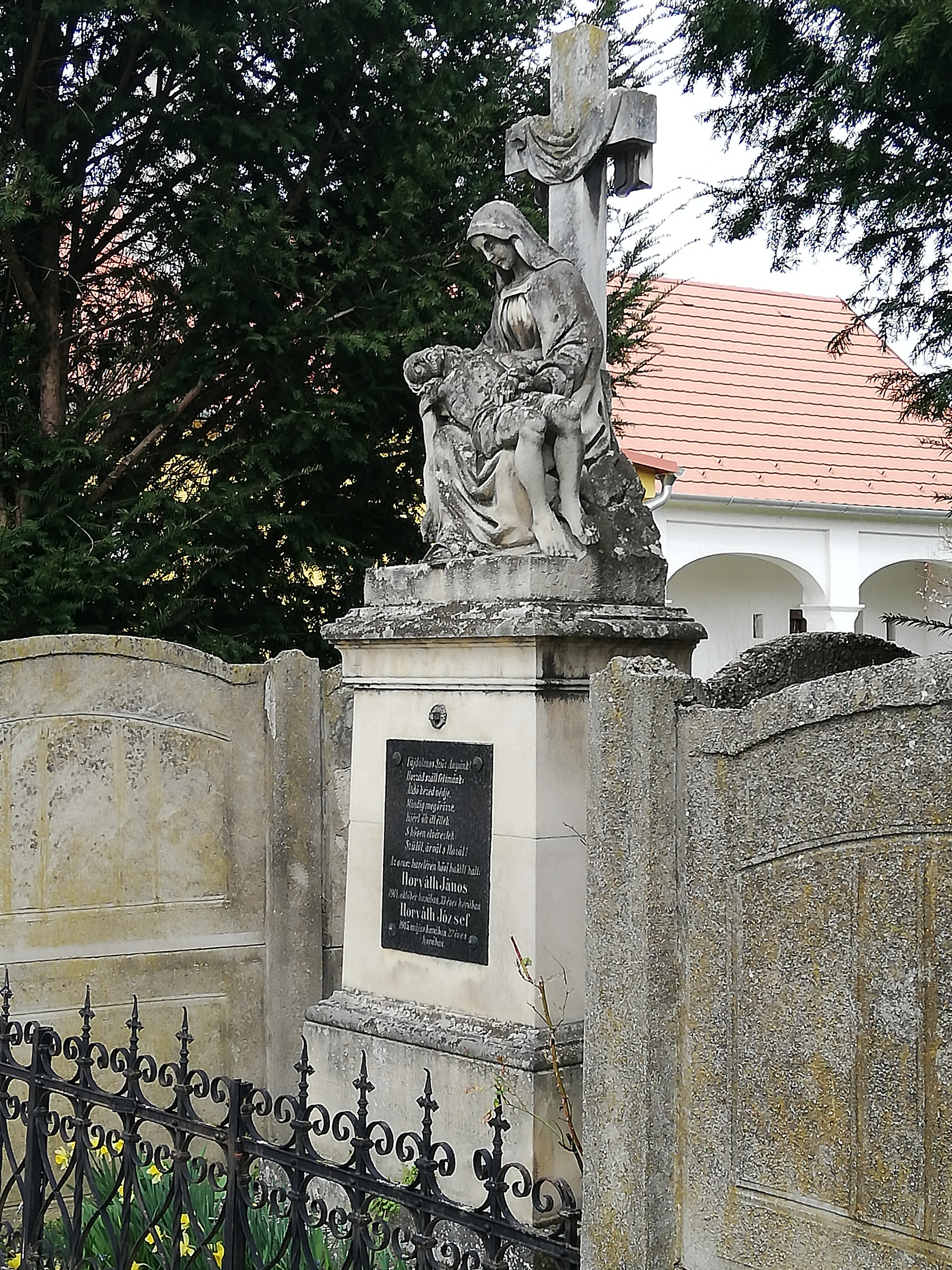
A háborús áldozatok emlékműve
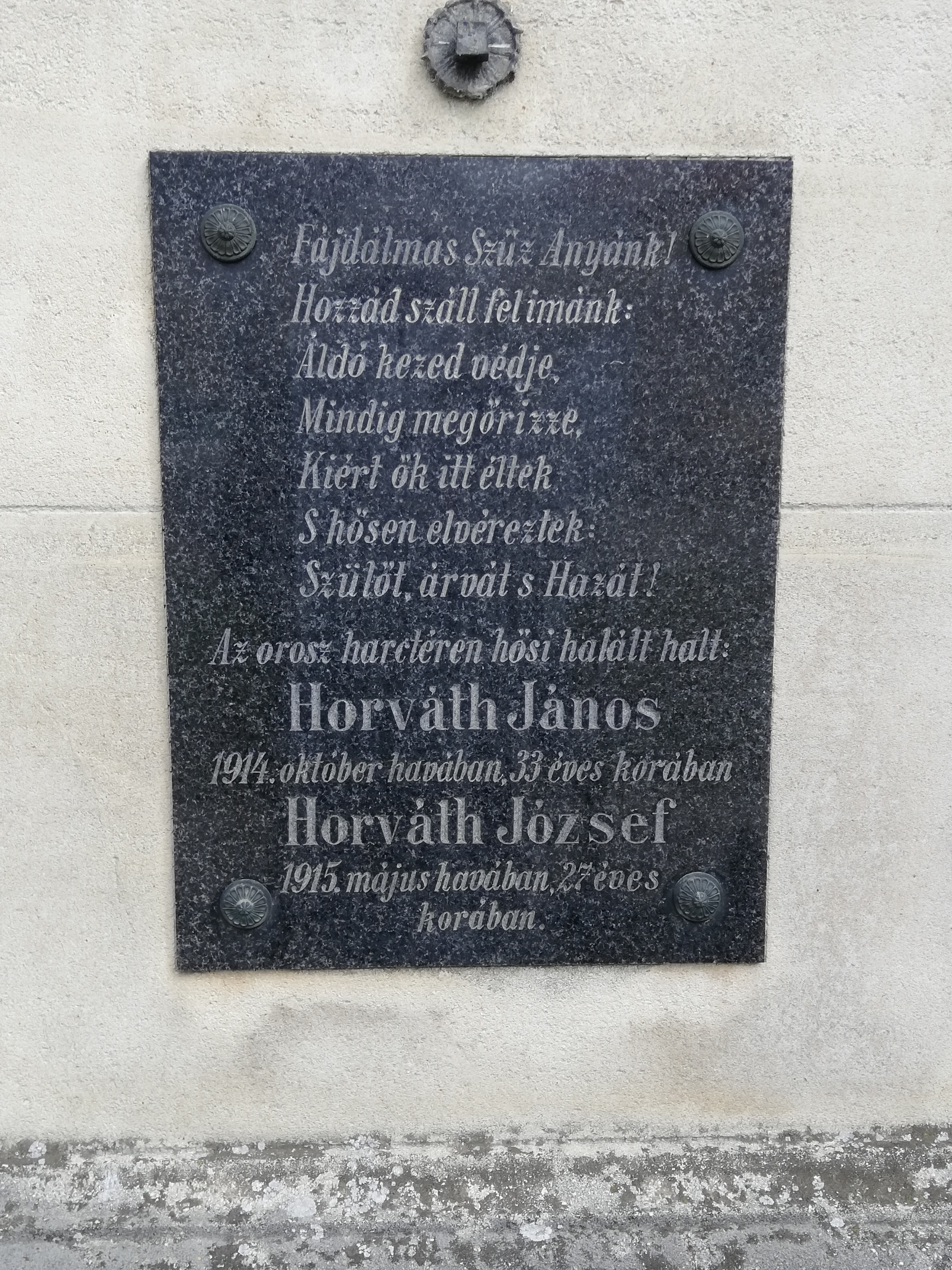
A háborús áldozatok emléktáblája
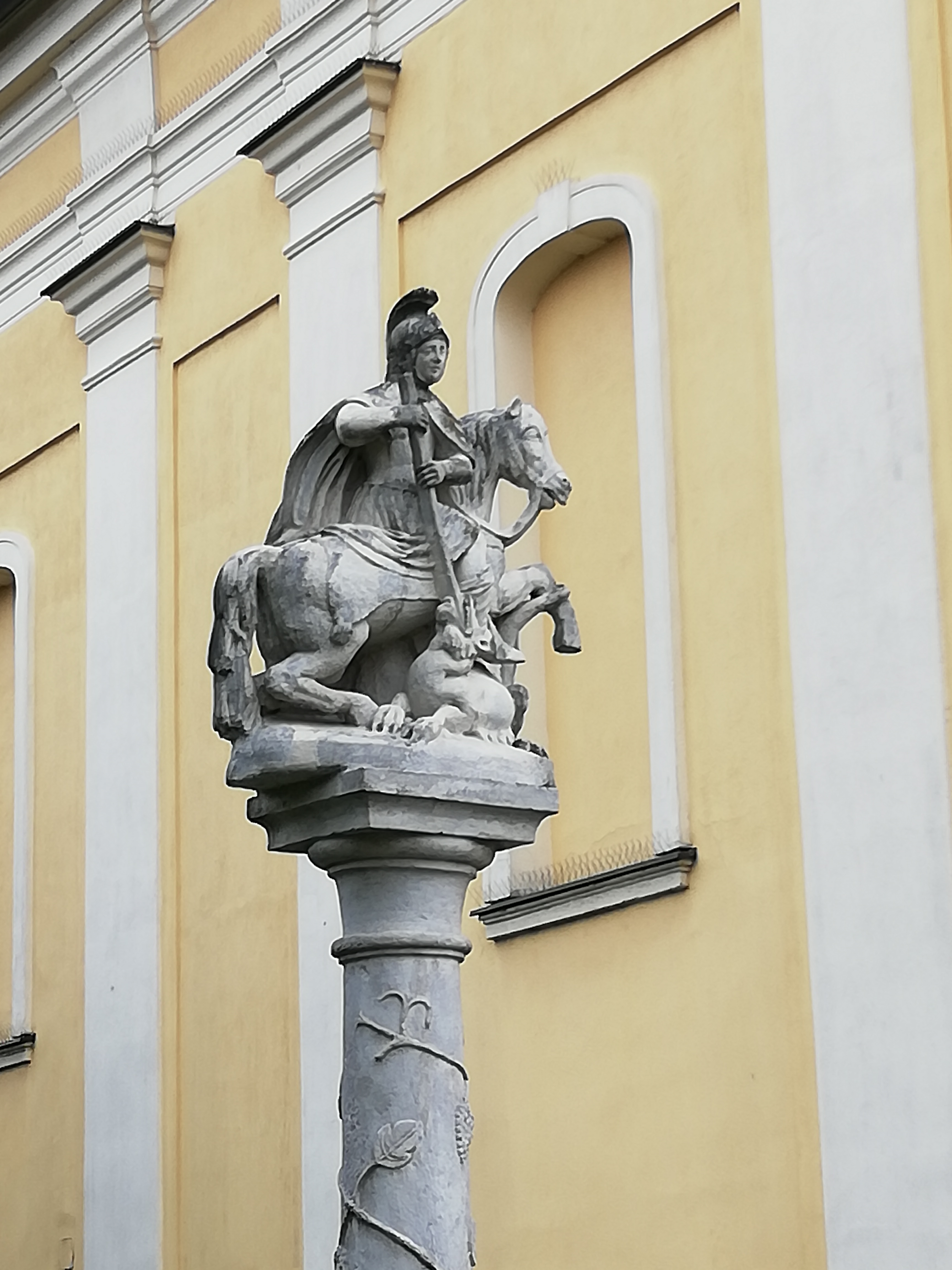
Sárkányölő Szent György szobra
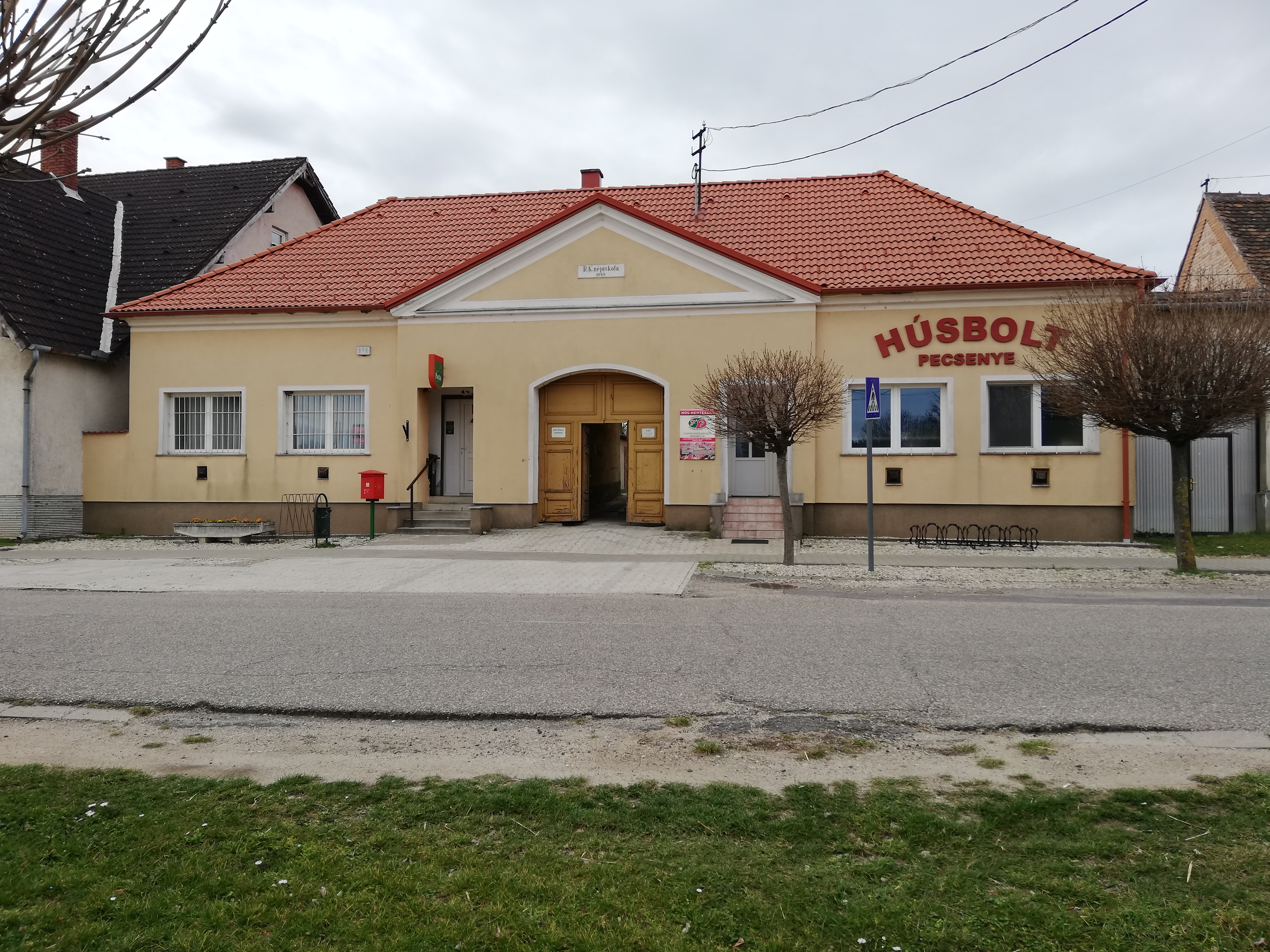
Az egykori népiskola épülete
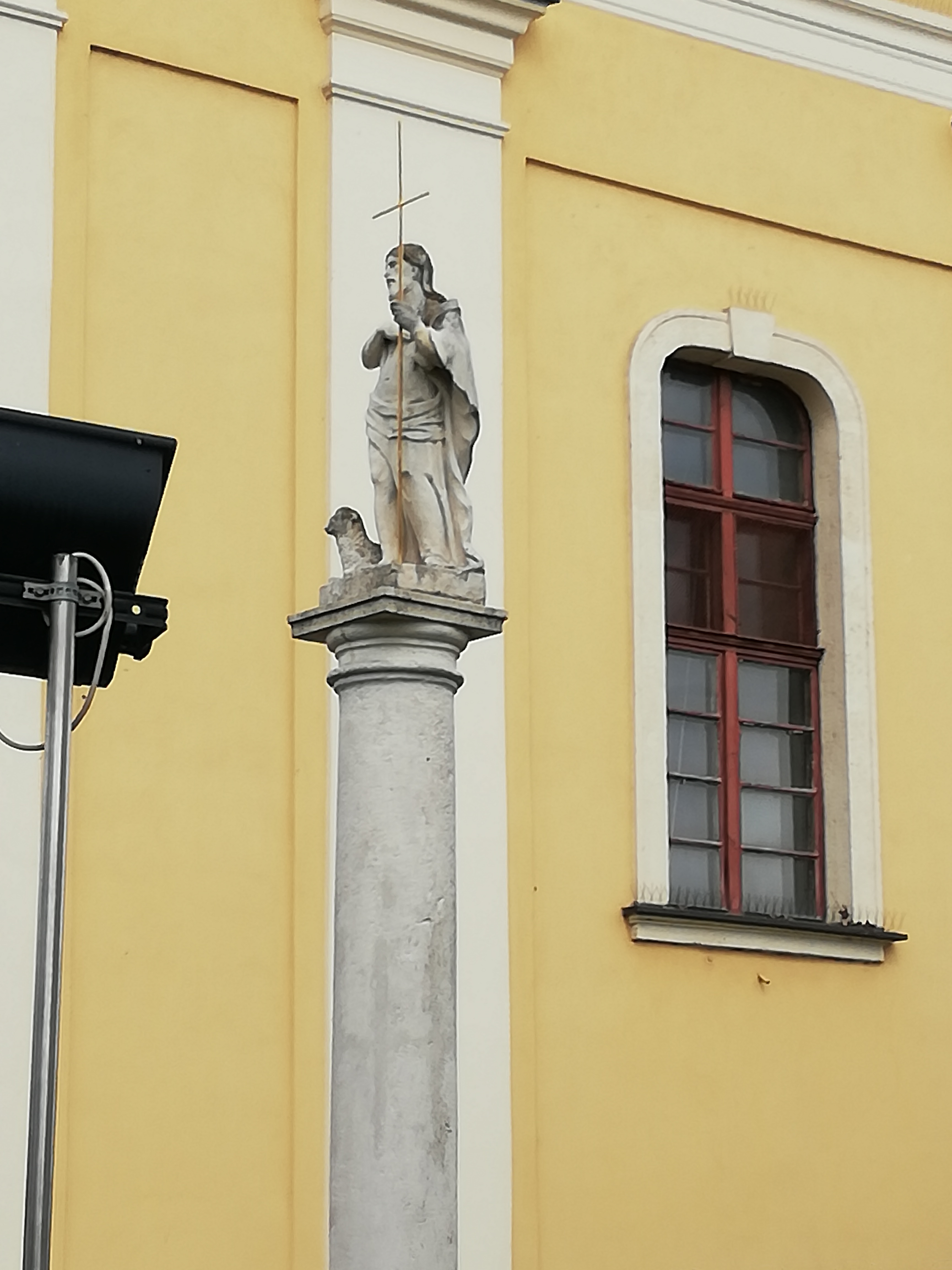
Nepomuki Szent János szobra
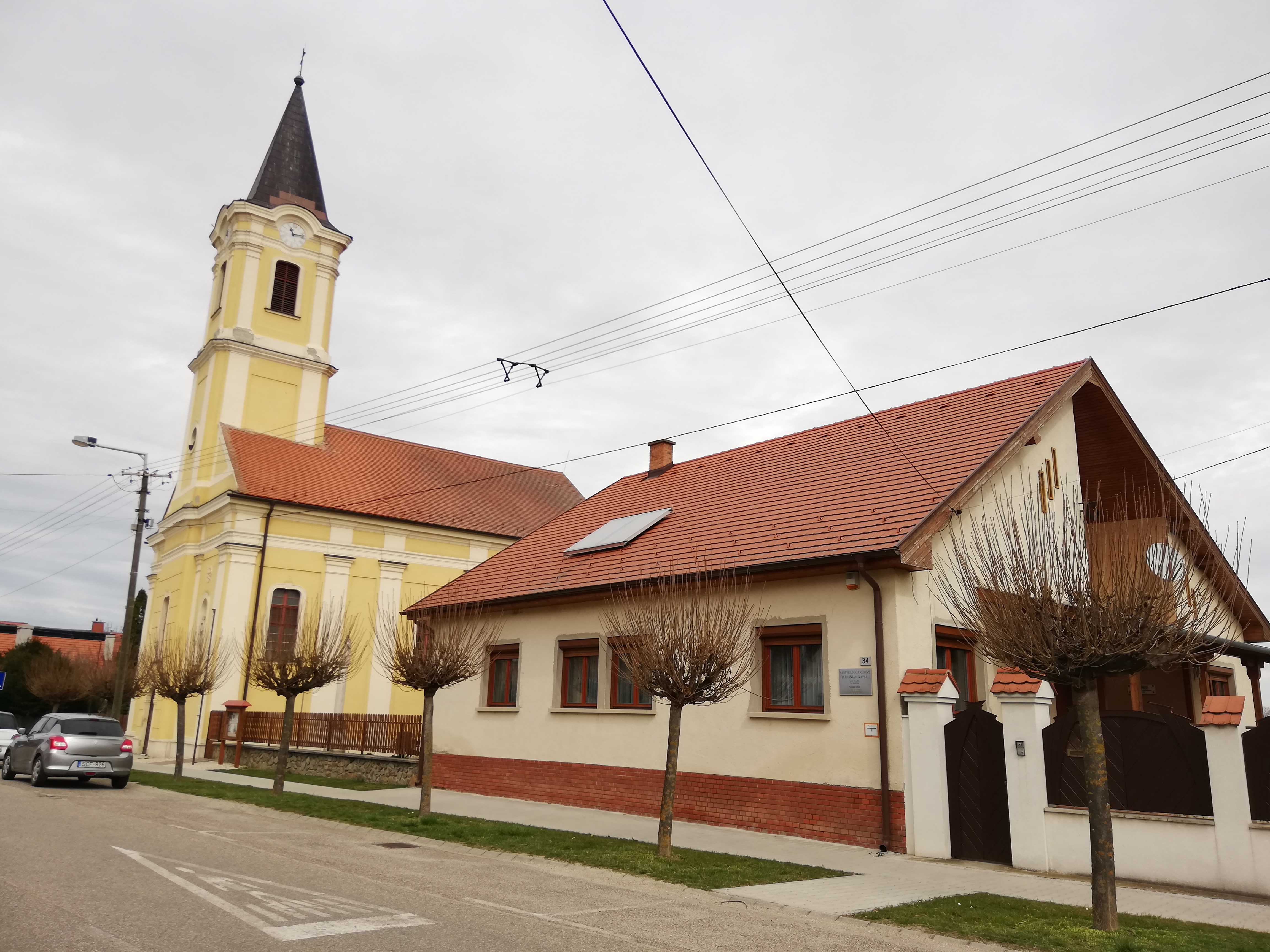
A templom a plébániával
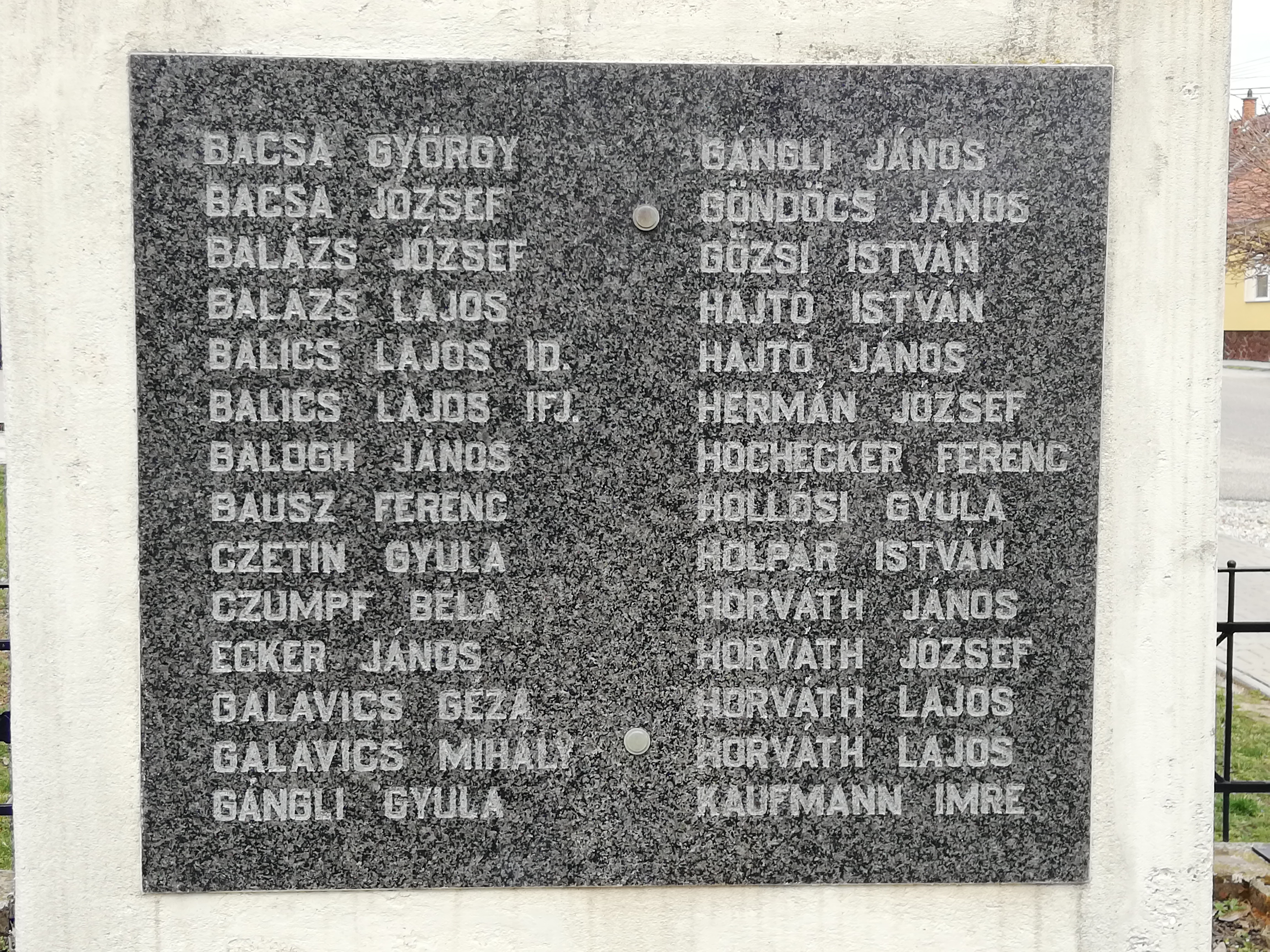
I. világháborús áldozatok névsora (B–K)
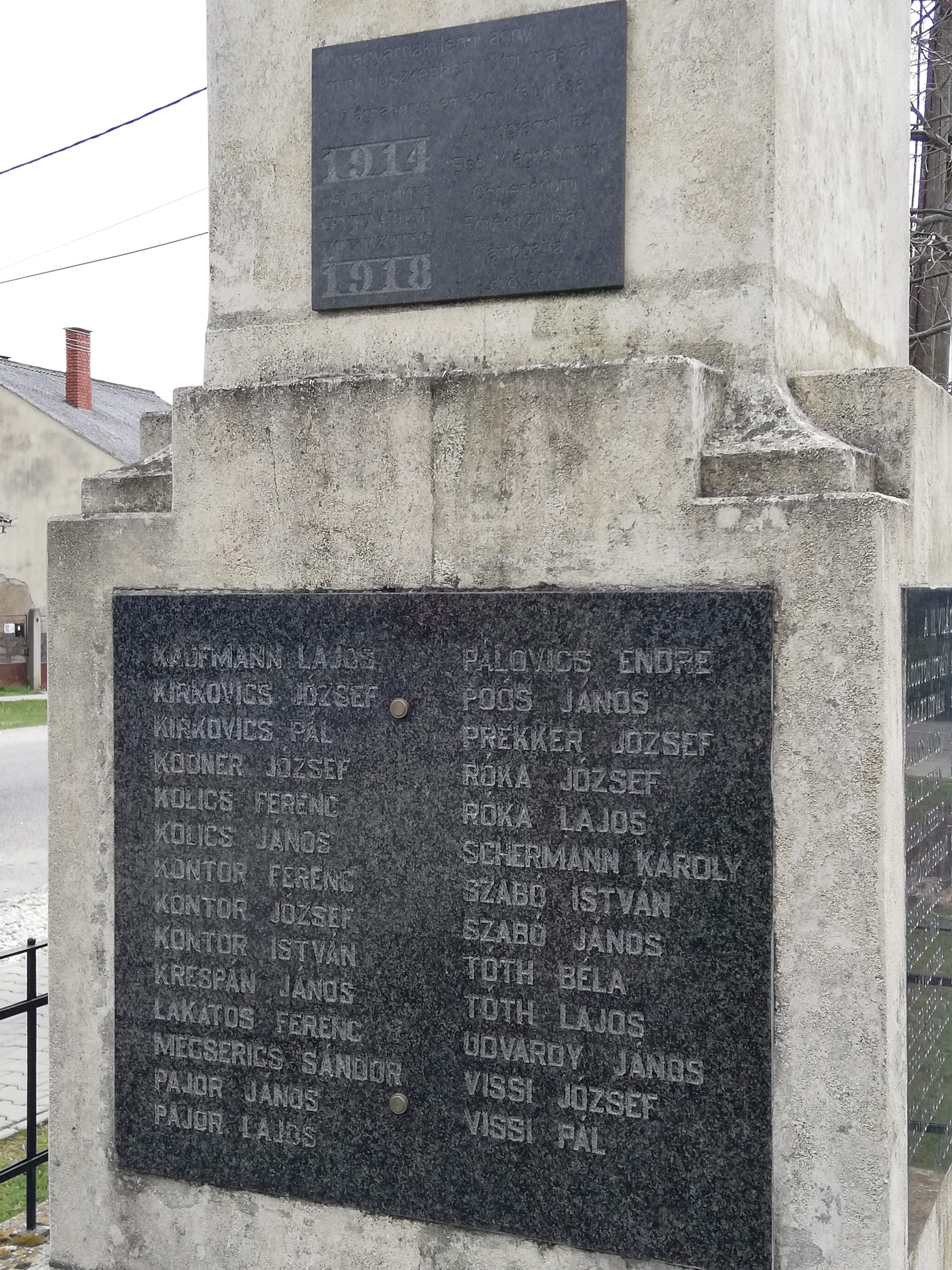
I. világháborús áldozatok névsora (K–V)
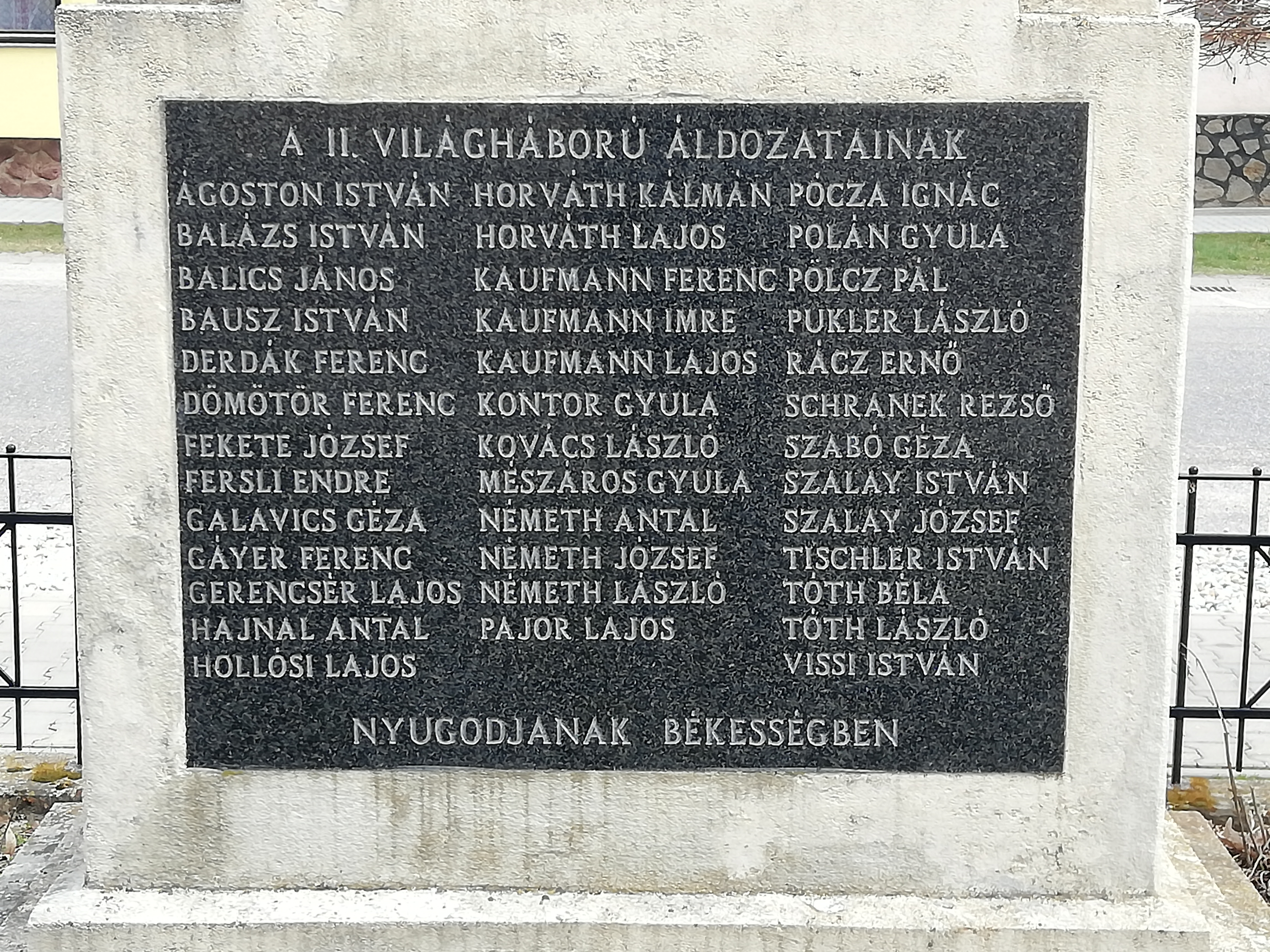
II. világháborús áldozatok névsora
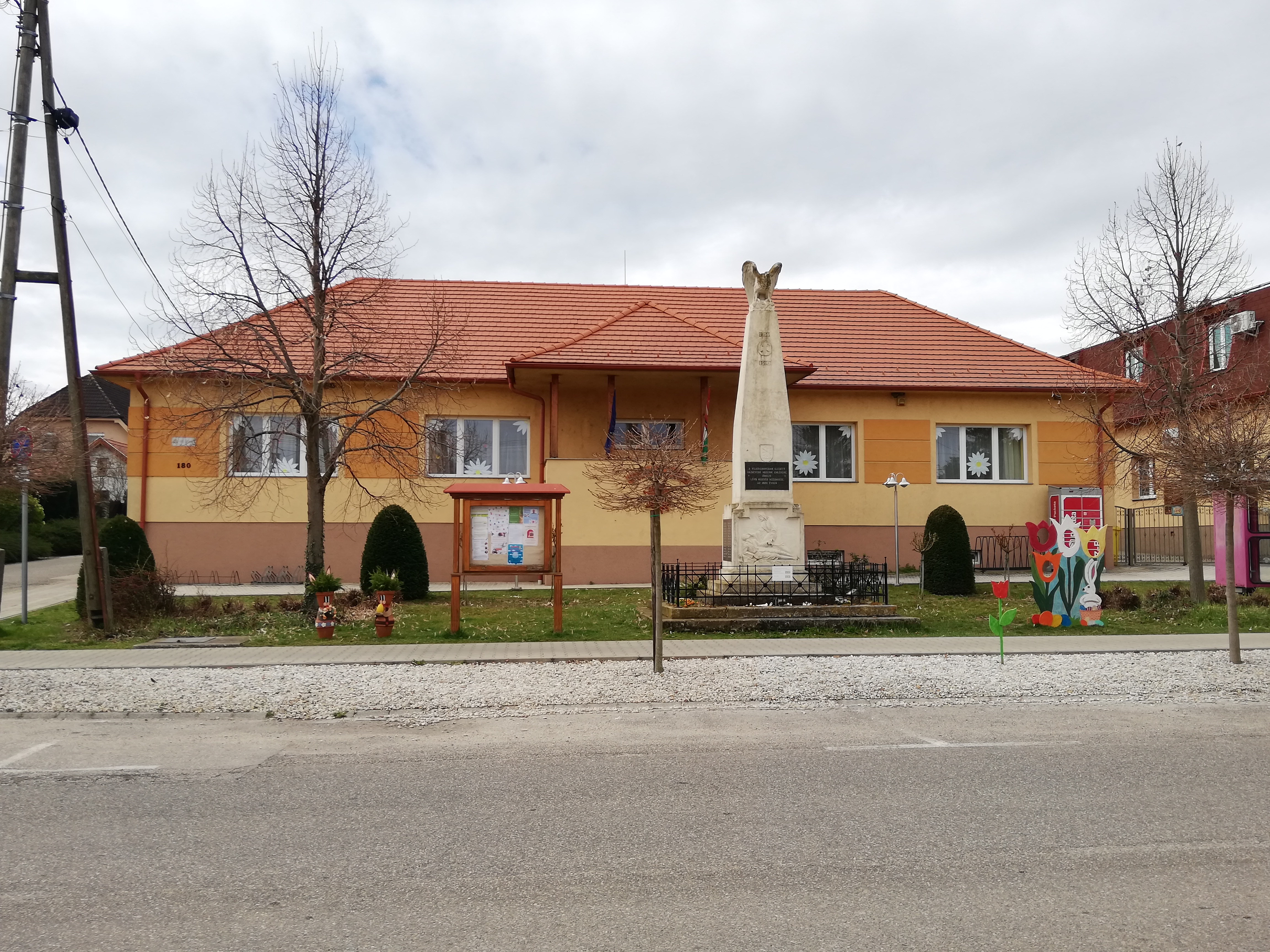
Napsugár Óvoda
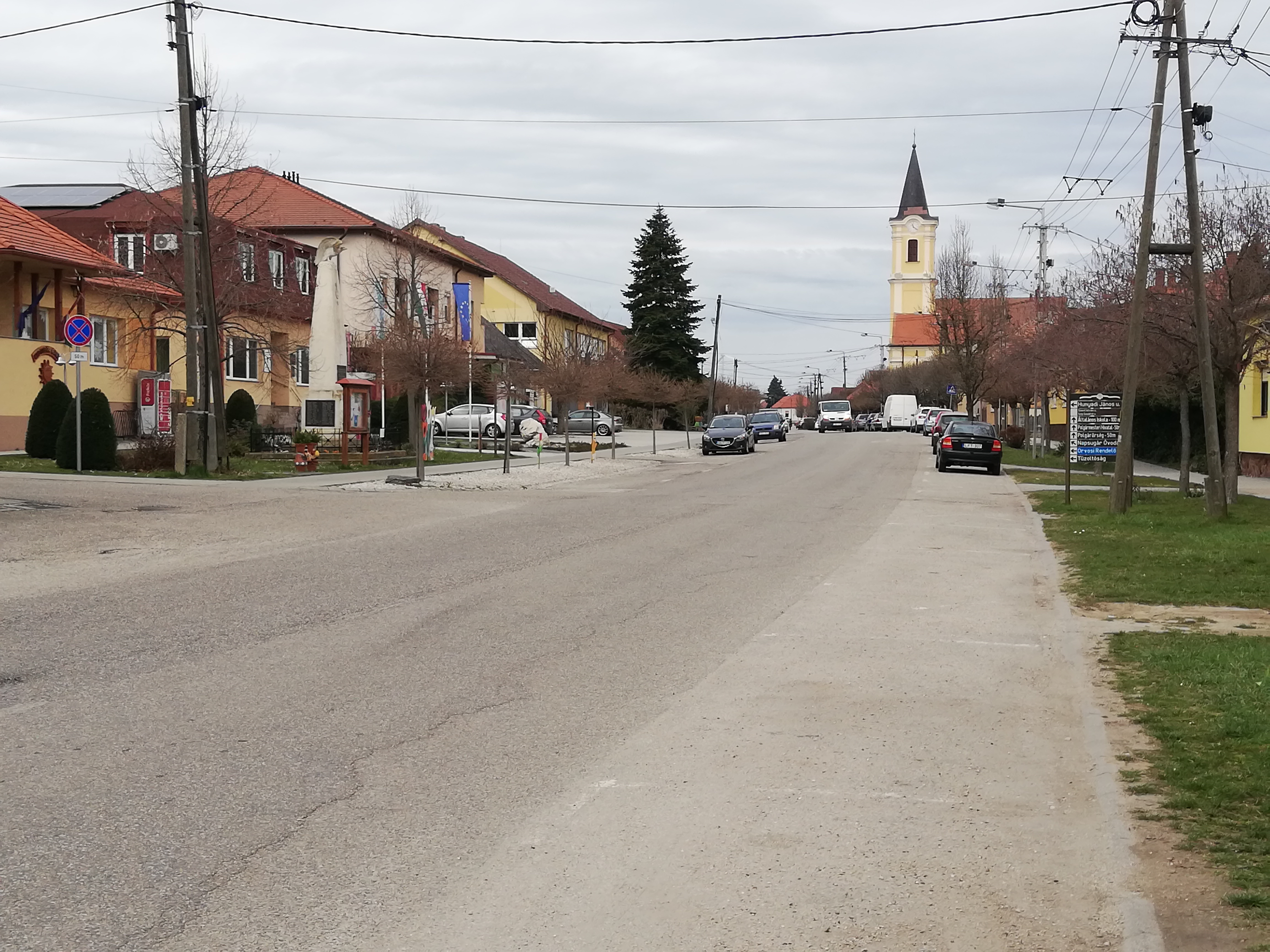
Főutca
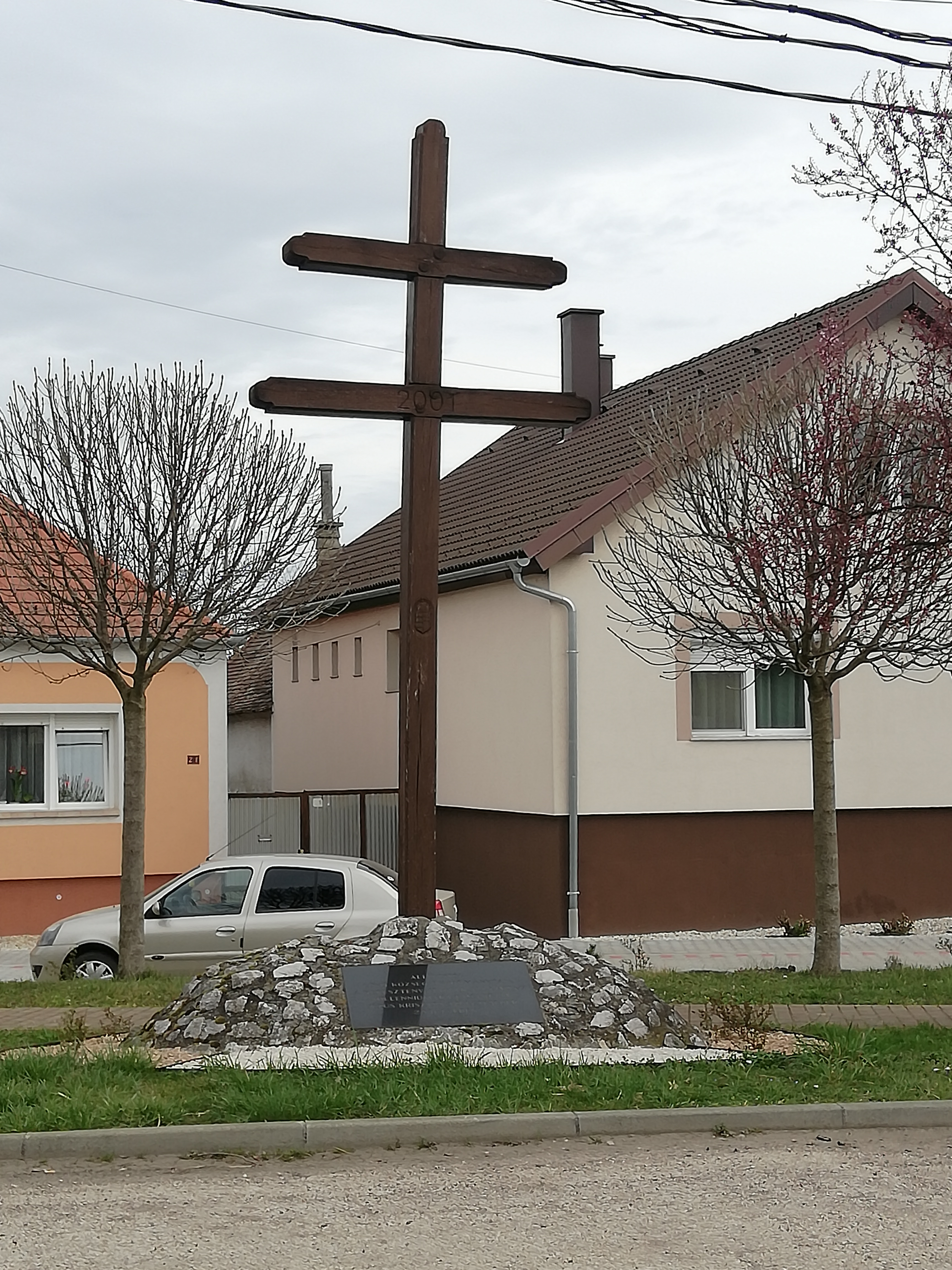
Kettőskereszt a főutcán
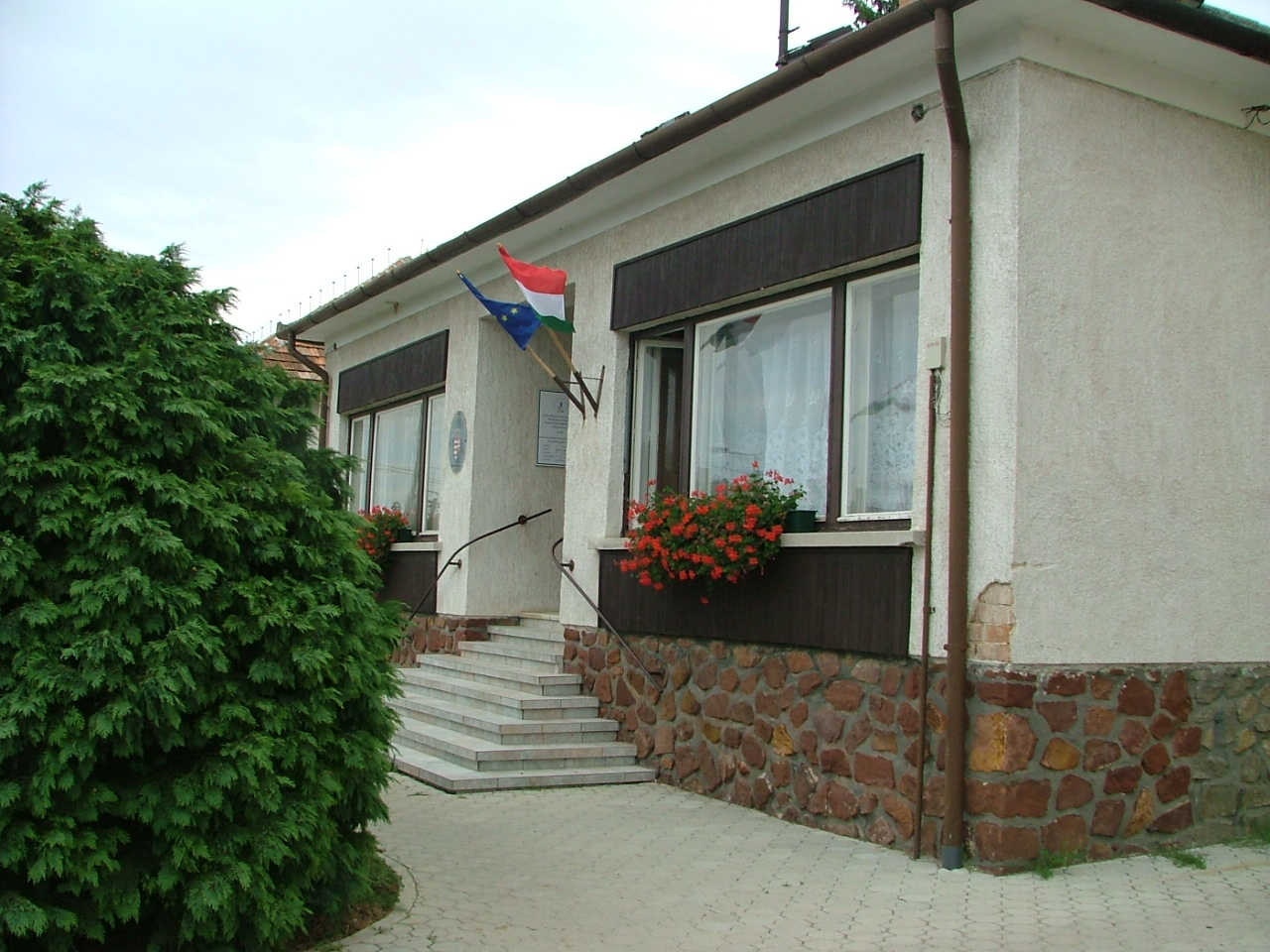
A községháza (2004-es állapot)
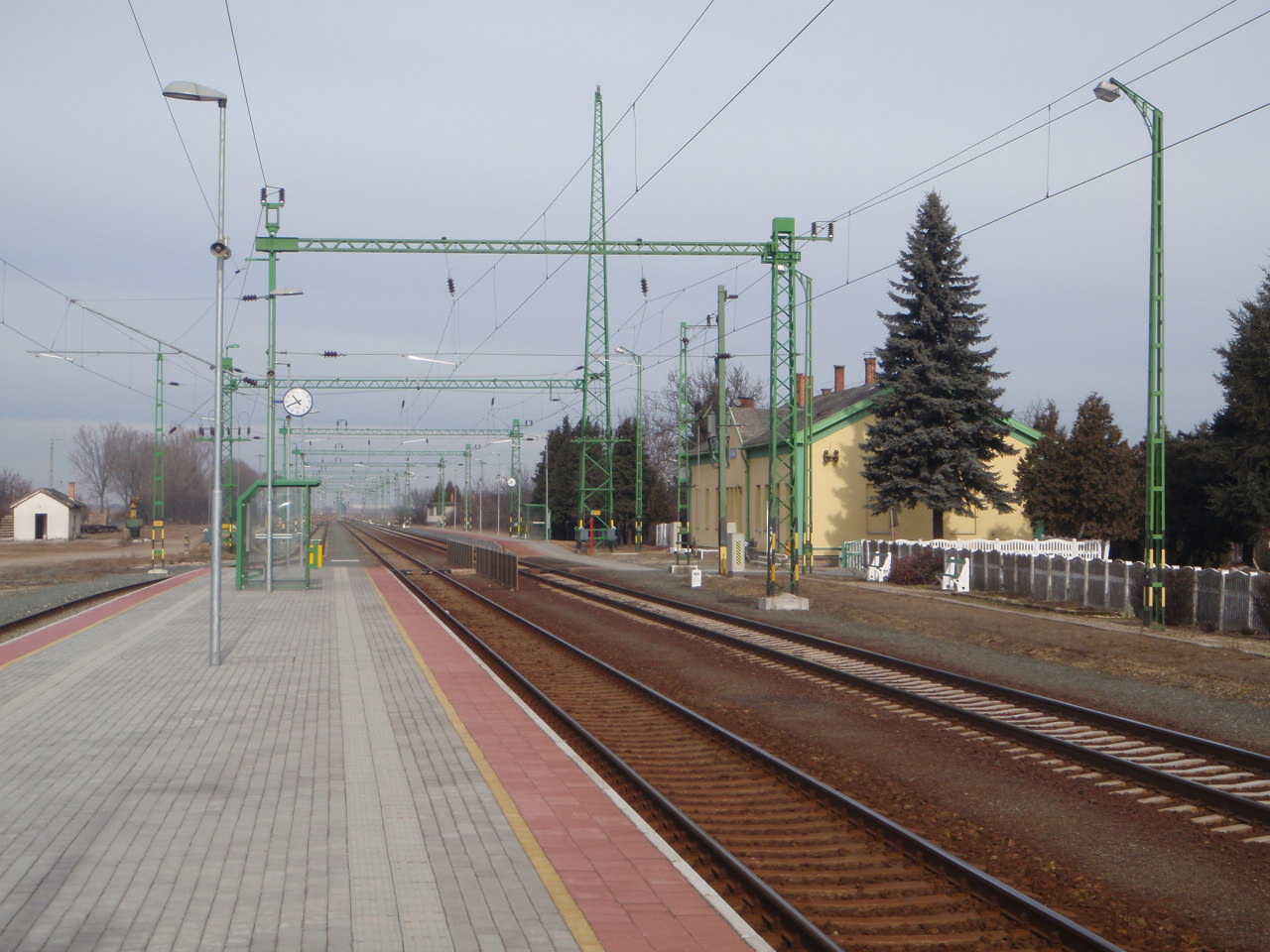
Vasútállomás
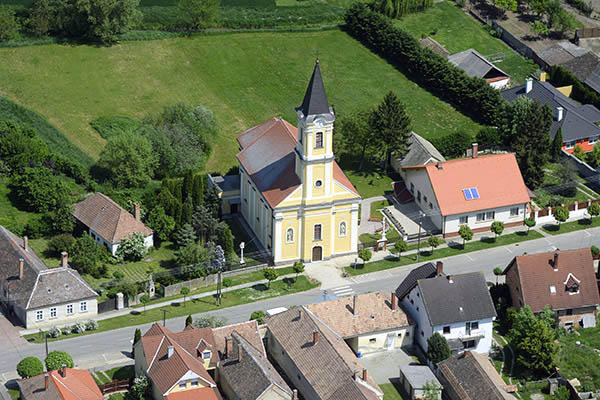
Légi felvétel a településről